# 新造之方
新造之方（生年不詳1558－慶長17年（1612年？））日本安土桃山時代至江戶時代初期女性，伊達政宗的側室，伊達秀宗、伊達宗清（飯坂宗清）之母。新庄舊城主・六郷伊賀守之女。一般認為是伊達政宗最早的側室。
天正19年（1591年）9月25日生下伊達秀宗。慶長5年（1600年）生下伊達宗清。慶長17年（1612年）（另一說為慶長8年（1603年））去世。
由於所生的長子伊達秀宗是側室所生的孩子（庶出），因此無法繼承伊達氏宗家當主之位。後於慶長19年（1614年）12月28日就任伊予國宇和島藩初代藩主之位。次男宗清過繼給政宗另位側室・飯坂之局為養子，後繼承飯坂氏。一般認為對於秀宗的教育態度也與田村愛姫不同而非常熱衷。
但有些認為秀宗與宗清的生母為飯坂之局，因飯坂之局的別名被認為作「貓御前」等，根據日本史料偏差來看，還有很多地方不清楚。